# 上本郷駅

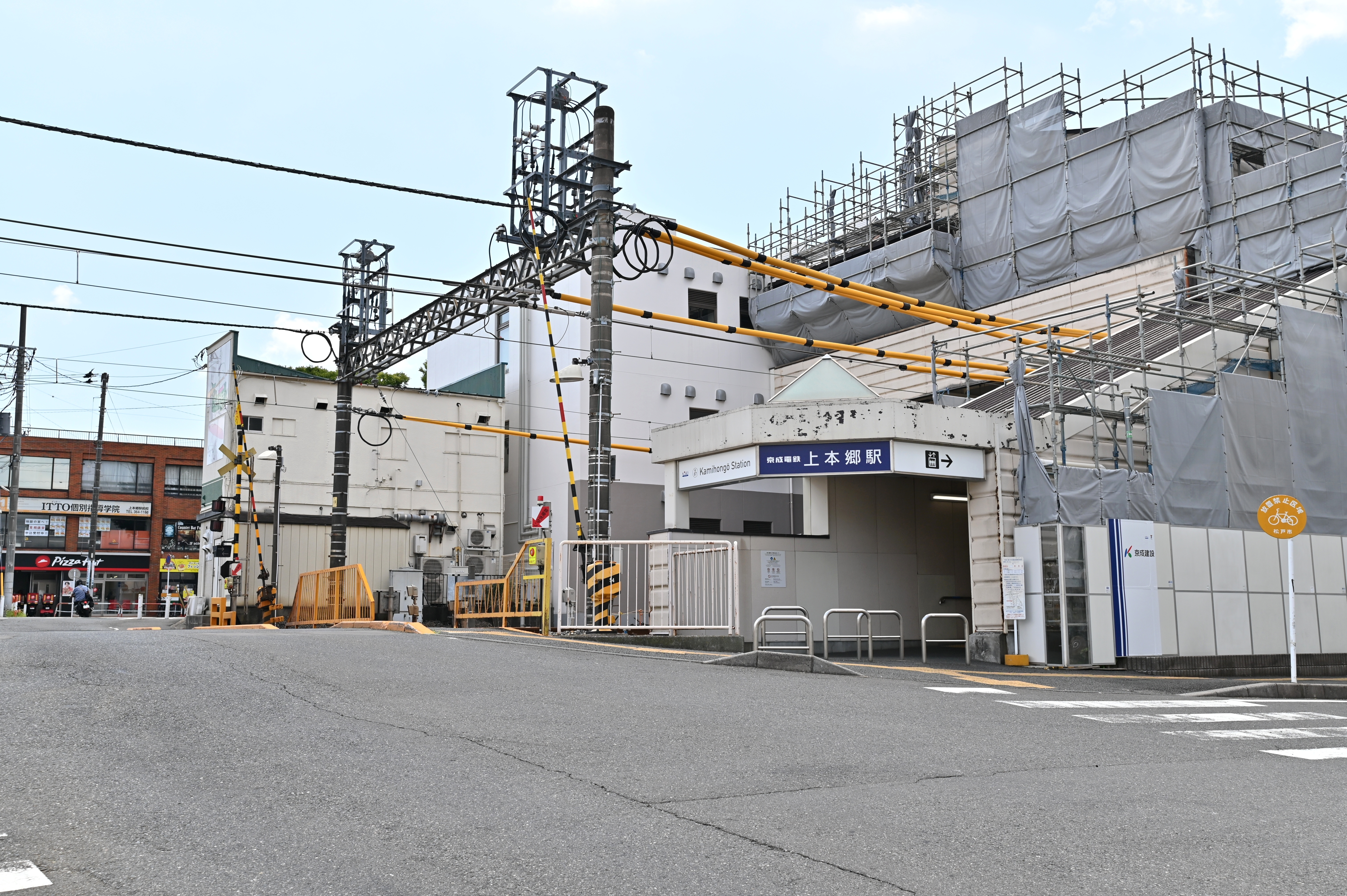
北口（2025年8月）

上本郷駅（かみほんごうえき）は、千葉県松戸市上本郷にある、京成電鉄松戸線の駅である。駅番号はKS87。

## 歴史
- 1955年（昭和30年）4月21日：新京成電鉄新京成線の駅として開業。
- 1989年（平成元年）7月5日：橋上駅舎と北口の供用を開始[1]。
- 2014年（平成26年）2月：駅番号「SL02」を設定[2]。
- 2025年（令和7年）4月1日：新京成電鉄が京成電鉄への吸収合併に伴い、京成電鉄松戸線の駅となる。同時に駅番号をSL02からKS87に変更[3]。

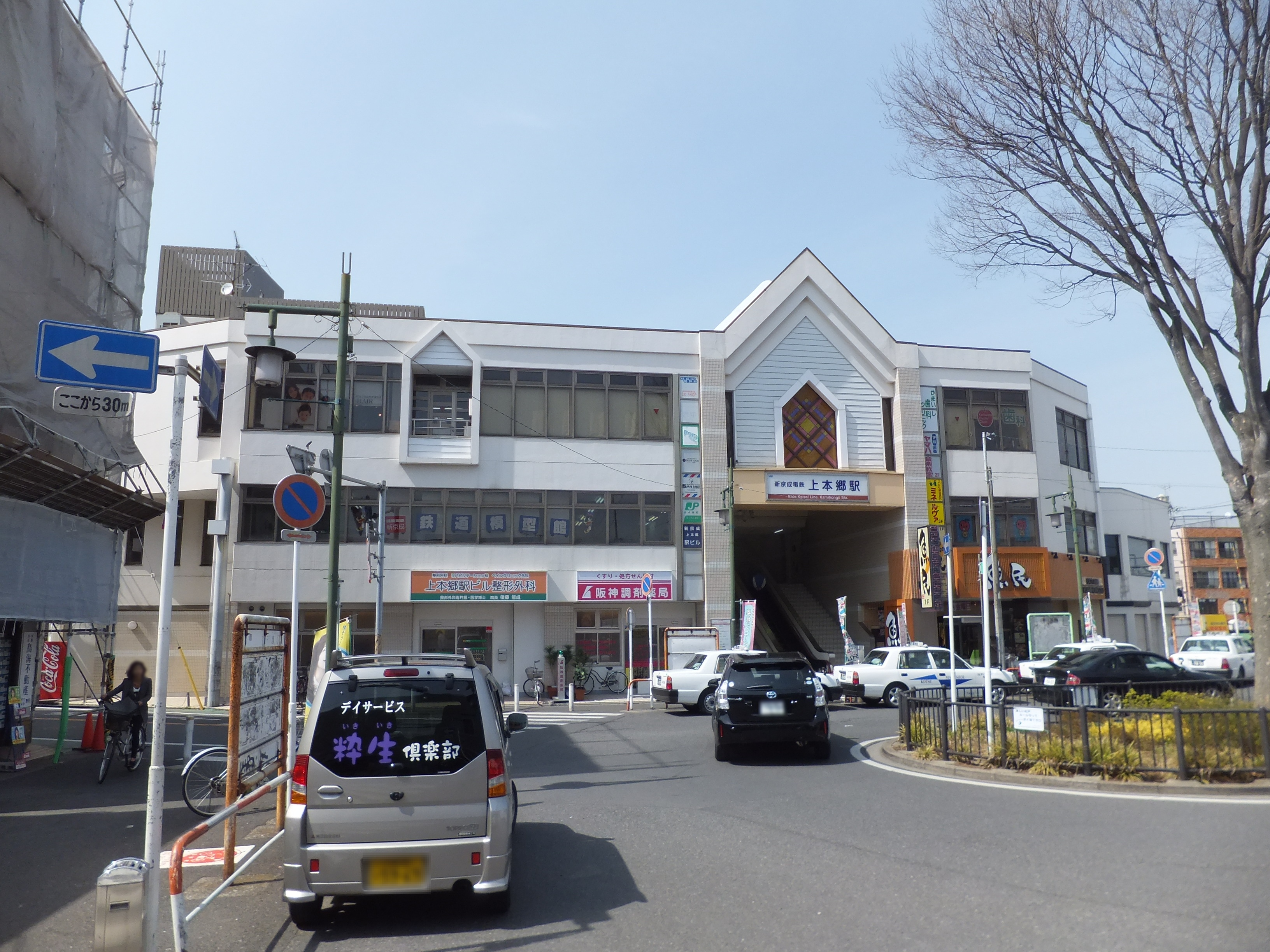
駅名看板更新前の南口（2012年4月）
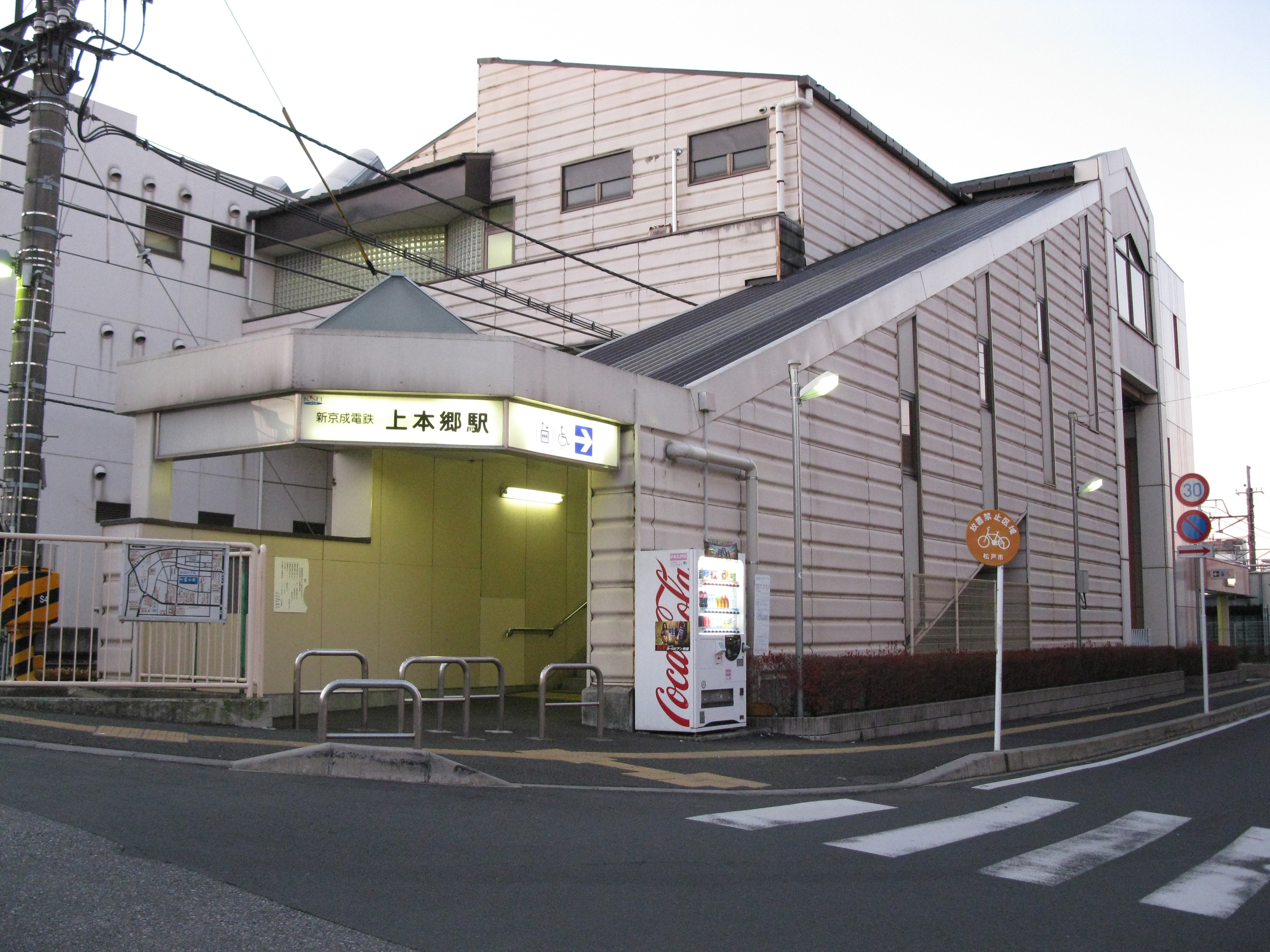
駅名看板更新前の北口（2010年1月）
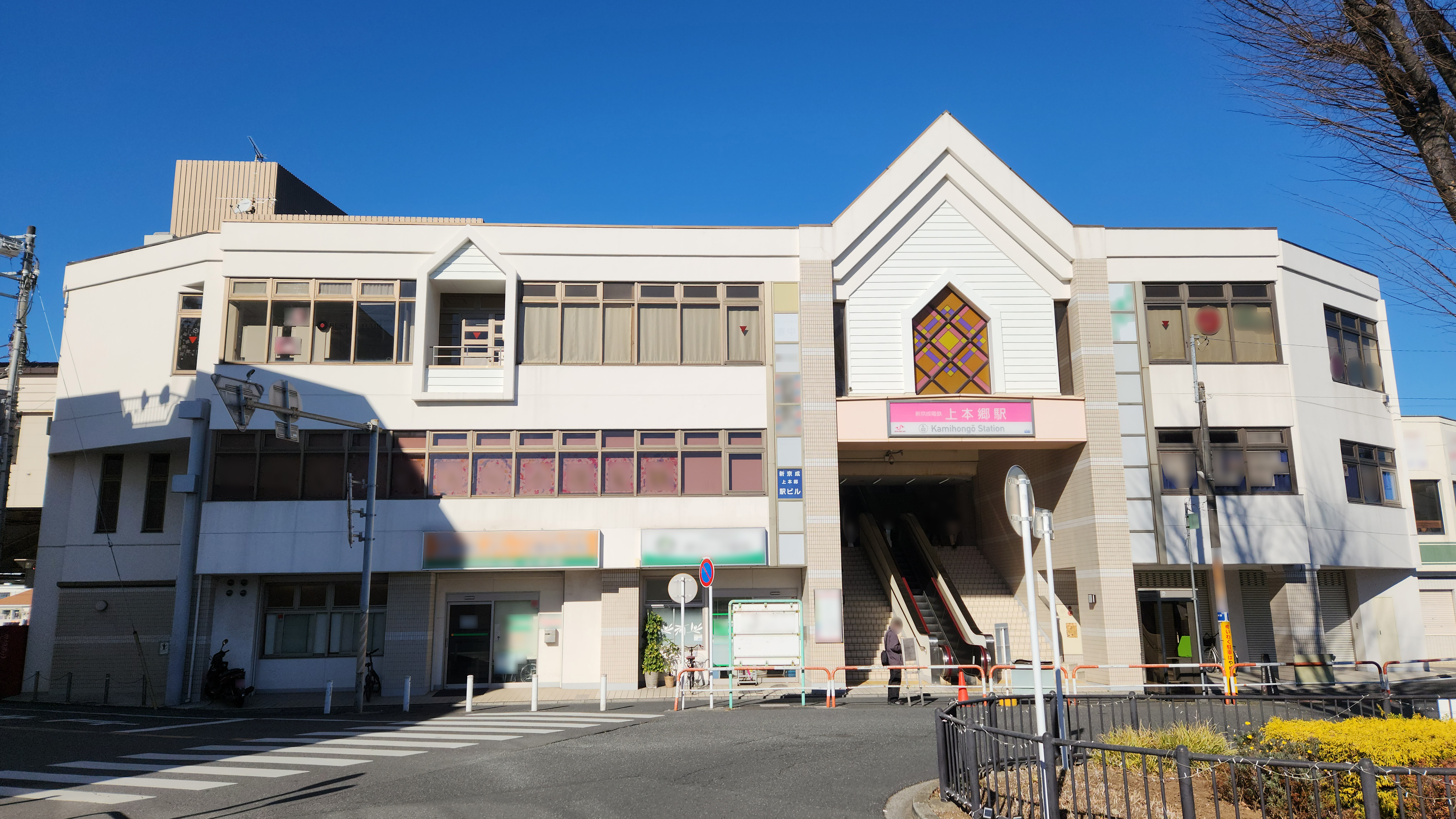
駅名看板更新後の南口（2023年1月）
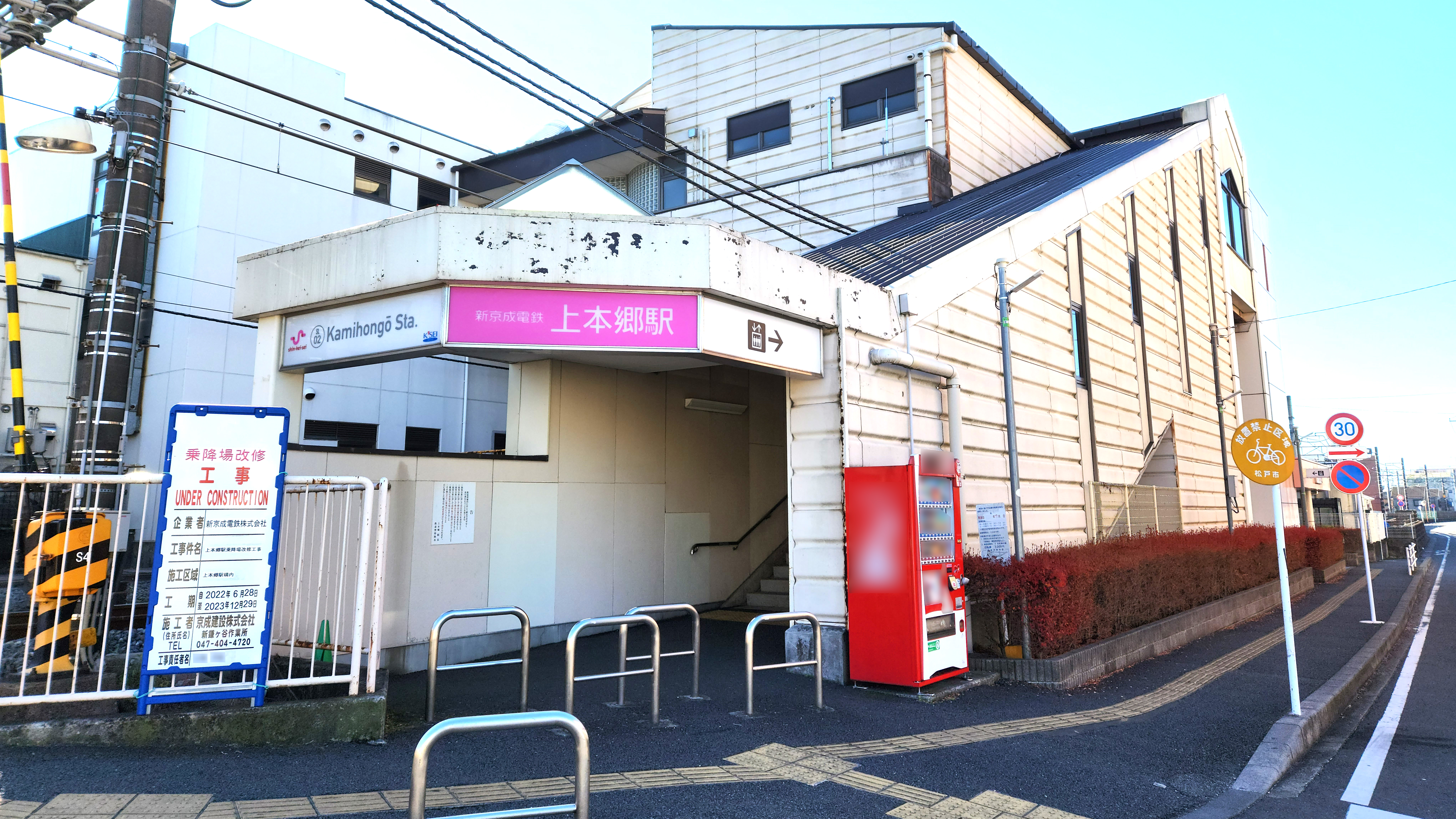
北口(新京成時代)（2023年1月）

## 駅構造
島式ホーム1面2線の地上駅で、橋上駅舎を有する。かつては構内踏切があったが橋上駅舎化で廃止された。22時から翌朝7時までは有人窓口の営業は行わず無人駅扱いとなるが、無人時間帯でもインターホンで管理駅との通話ができる。
1989年（平成元年）に上本郷駅ビルが開業し、駅構内には店舗、コンコースにはATM、ブティックがある。

### のりば
| 番線 | 路線   | 方向 | 行先                                                     |
| ---- | ------ | ---- | -------------------------------------------------------- |
| 1    | 松戸線 | 下り | 八柱・新鎌ヶ谷・北習志野・新津田沼・京成津田沼・千葉方面 |
| 2    | 松戸線 | 上り | 松戸方面                                                 |

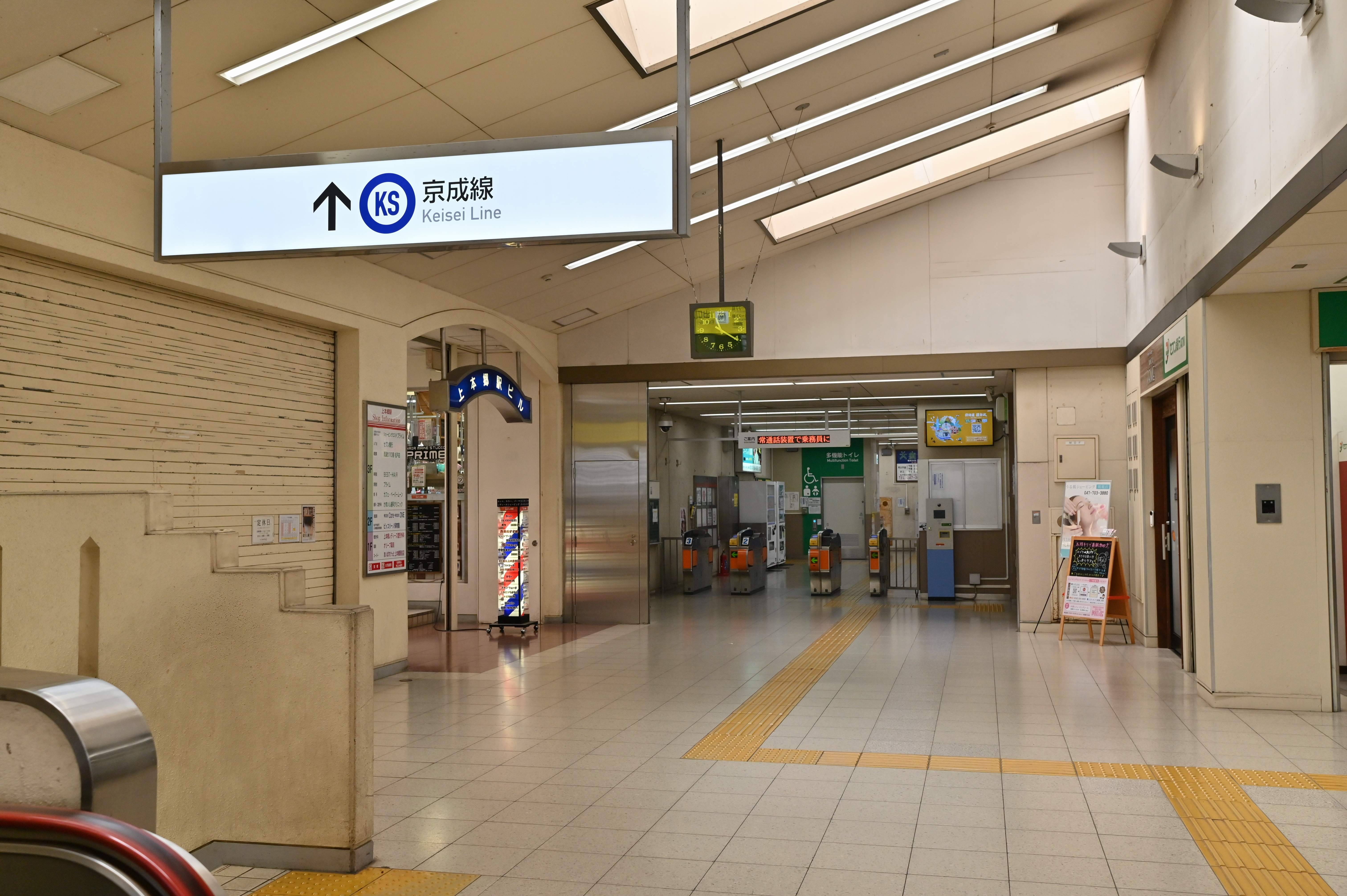
改札口（2025年8月）
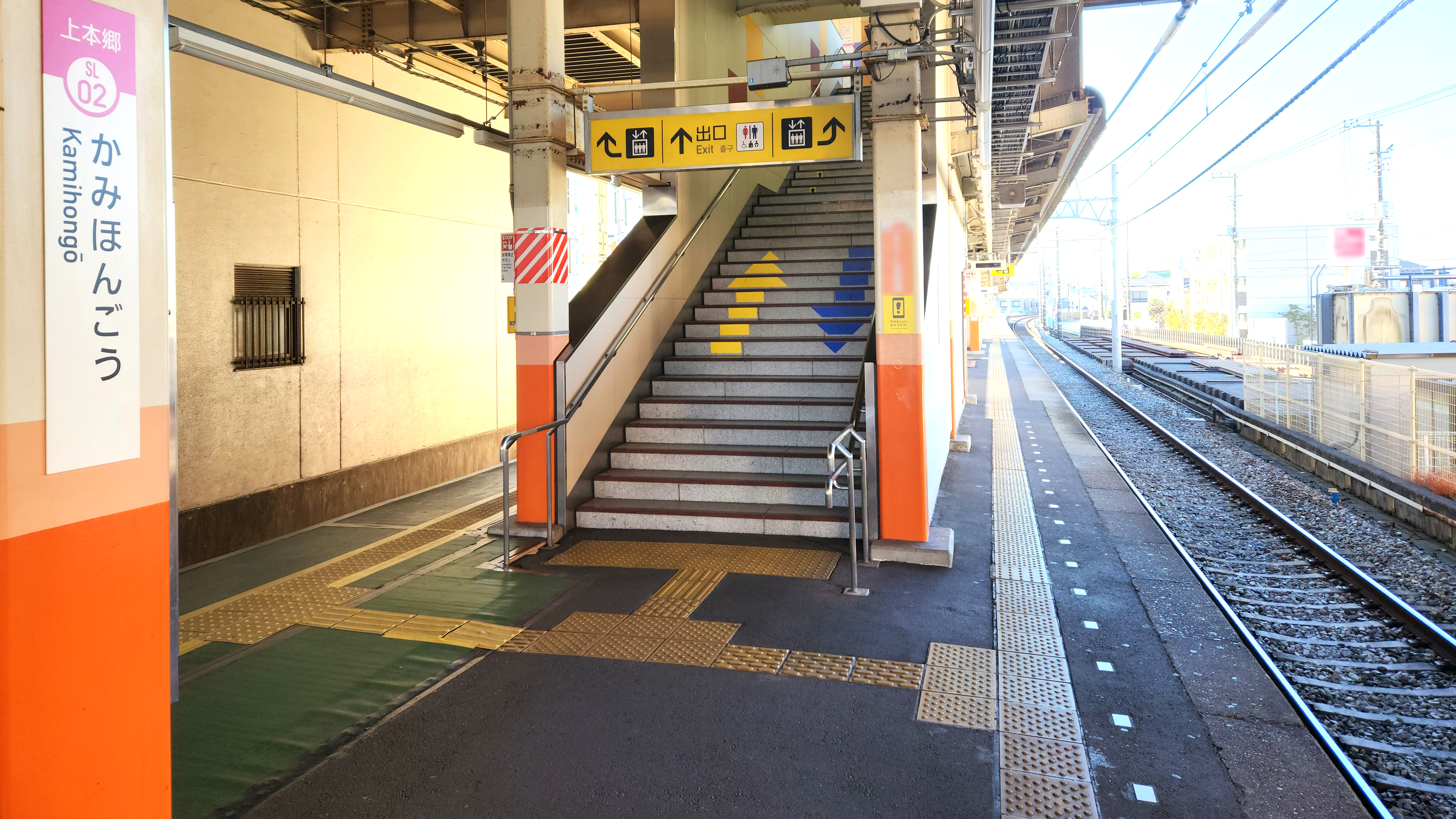
駅ホーム(新京成時代)（2023年1月）
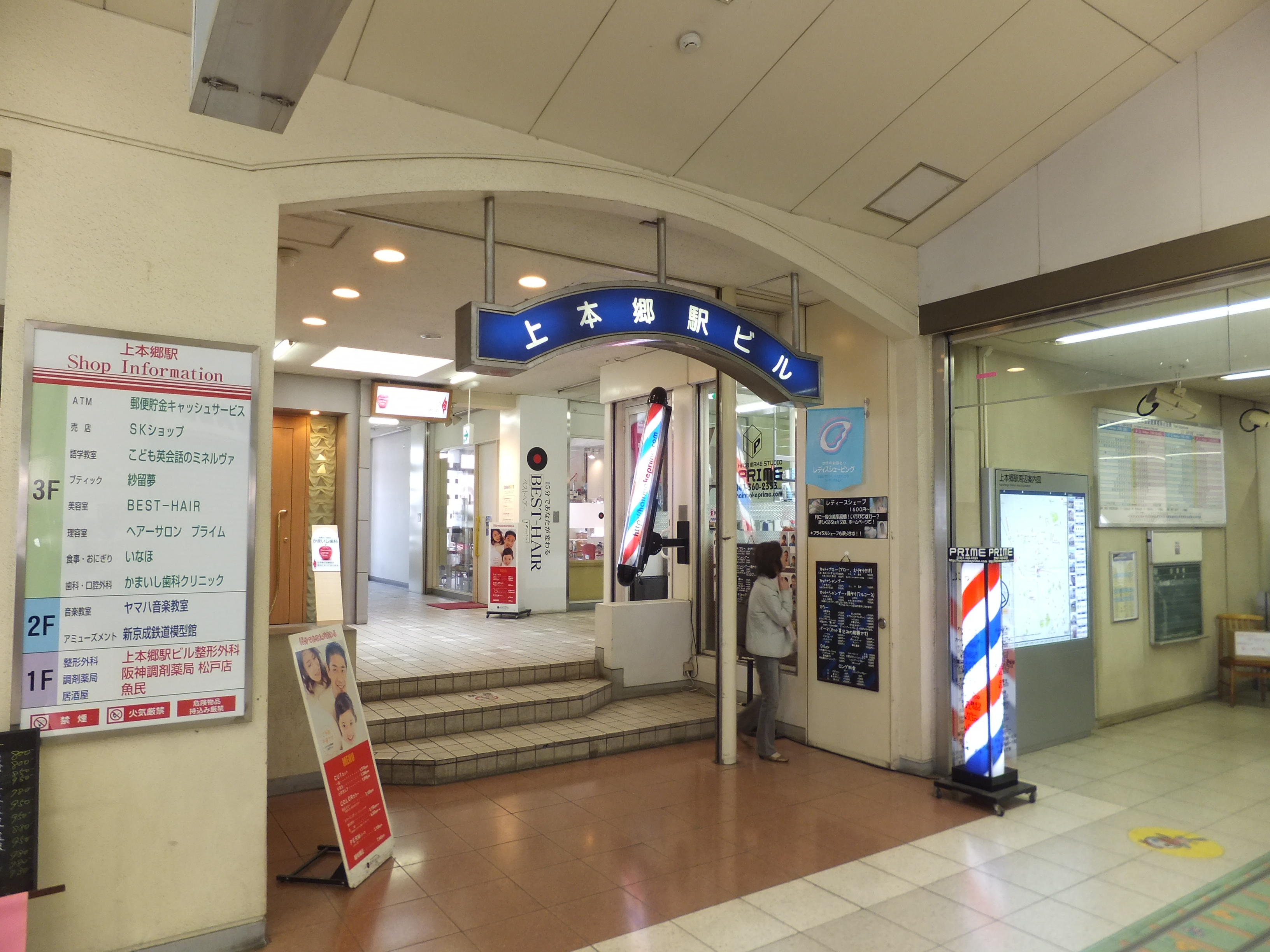
上本郷駅ビル出入口(新京成時代)（2012年4月）

## 利用状況
2024年度の1日の平均乗降人員は7,143人である。近年の推移は下表の通り。
| 年度               | 乗降人員 | 一日平均 乗車人員 |
| ------------------ | -------- | ----------------- |
| 2007年（平成19年） |          | 3,209             |
| 2008年（平成20年） |          | 3,267             |
| 2009年（平成21年） |          | 3,313             |
| 2010年（平成22年） |          | 3,308             |
| 2011年（平成23年） |          | 3,200             |
| 2012年（平成24年） |          | 3,381             |
| 2013年（平成25年） |          | 3,406             |
| 2014年（平成26年） |          | 3,400             |
| 2015年（平成27年） |          | 3,490             |
| 2016年（平成28年） |          | 3,556             |
| 2017年（平成29年） |          | 3,581             |
| 2018年（平成30年） |          | 3,575             |
| 2019年（令和元年） | 7,107    | 3,543             |
| 2020年（令和02年） | 5,688    |                   |
| 2021年（令和03年） | 6,128    |                   |
| 2022年（令和04年） | 6,602    |                   |
| 2023年（令和05年） | 6,960    |                   |
| 2024年（令和06年） | 7,143    |                   |

## 駅周辺
駅から約5分ほど歩くと、1770年（明和7年）に獅子舞奉納の記録が残っている松戸市最古の風早神社があり、「上本郷の七不思議」の民話も伝わる。駅には駅ビルがあり、駅前には商店街が広がる。駅西側には国道6号（松戸街道）、南側（約900メートル先）には千葉県道281号松戸鎌ケ谷線が走る。
駅ビル
- 上本郷駅ビル - 1989年（平成元年）に完成。まいばすけっと、カフェ、保育所、診療所、美容所などのテナントが入居する[4]。
  - 新京成鉄道模型館（2階） - 運営は新京成フロンティア企画（新京成電鉄グループ）が新京成電鉄より受託されて行っていたが、2012年（平成24年）4月8日をもって閉館。Nゲージ・HOゲージの鉄道模型有料貸しレイアウトや、車両の持ち込みも可能だった。

主な周辺施設

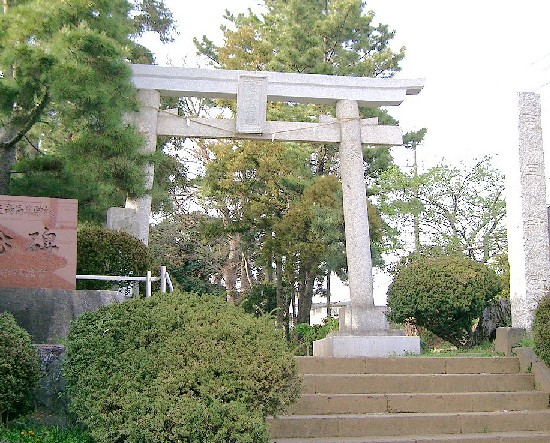
風早神社

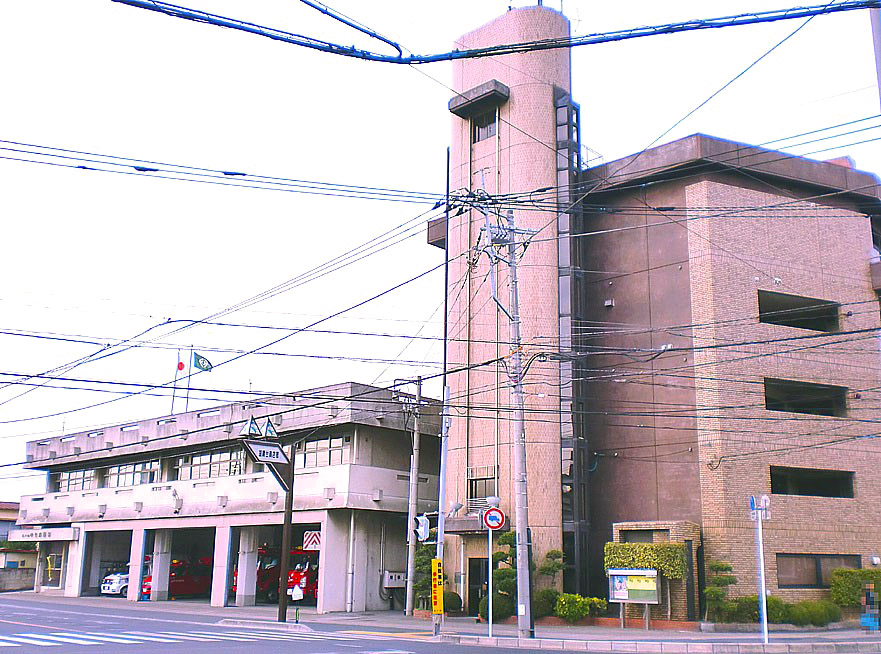
松戸市消防局中央消防署

隣駅の松戸新田駅までは直線距離にして700メートルしか離れていない。
- 松戸市消防局 中央消防署
- 松戸市明市民センター
- 松戸市立図書館 明分館
- 松戸市立総合医療センター附属看護専門学校
- 専修大学松戸中学校・高等学校
- 松戸市立上本郷小学校
- 松戸市立上本郷第二小学校
- 松戸市立松ケ丘小学校
- 松戸上本郷郵便局
- 松戸仲井郵便局
- 松戸運動公園
- 風早神社 - 松戸市内で最も古い神社
- 宮ノ下湧水
- マルエツ 上本郷店
- グリーンマークシティー松戸新田
  - サミット
  - トモズ
- 業務スーパー 松戸新田店
- ヤックスドラッグ 上本郷店
- クリエイトSD 松戸上本郷店
- ロイヤルホームセンター 松戸
- コジマ×ビックカメラ 松戸店
- 東京ベイ信用金庫 松戸支店
- 日産レンタカー 松戸上本郷駅前店
- ヤマト運輸 南花島センター
- テニスアリーナ松戸

## 隣の駅
京成電鉄
 松戸線
松戸駅 (KS88) - 上本郷駅 (KS87) - 松戸新田駅 (KS86)